# Günther Gumprich
Günther August Gumprich (* 6. Januar 1900 in Stuttgart; † 17. Oktober 1943) war ein deutscher Marineoffizier.

## Leben

### Karriere
Gumprich trat im Alter von 16 Jahren am 4. Juli 1916 inmitten des Ersten Weltkrieges als Seekadett in die Kaiserliche Marine ein. Nach Ausbildung auf der Marineschule und der Freya bis November desselben Jahres diente er nachfolgend bis März 1918 auf der Kronprinz Wilhelm, wo auch seine Beförderung zum Fähnrich zur See (Patent vom 26. April 1917) erfolgte. Bis Kriegsende diente er dann noch auf der Bayern, wo er am 18. September 1918 noch das Patent zum Leutnant zur See erhielt. Gumprich wurde schließlich als einer von wenigen Marineoffizieren in die neugegründete Reichsmarine übernommen und wurde dort am 1. April 1922 zum Oberleutnant zur See befördert. Seine Beförderung zum Kapitänleutnant erreichte ihn am 1. April 1929. Im Oktober 1931 wurde er Kommandeur des Torpedoboots Seeadler und führte es bis September 1932. Am 1. Mai 1935 wurde er zum Korvettenkapitän in der jetzt umbenannten Kriegsmarine ernannt. Er wirkte 1936 als Chef der 3. Torpedobootsflottille in Wilhelmshaven. Von Oktober 1937 bis Juni 1941 war er als Referent im OKW.
Nach Ausbruch des Zweiten Weltkrieges diente Gumprich weiterhin in der Kriegsmarine, wurde am 1. Juni 1940 Kapitän zur See und löste am 30. November 1941 Otto Kähler als Kommandanten des Hilfskreuzers Thor ab. Von einem französischen Hafen aus machte er sich auf die Reise nach Japan. Unter seinem Kommando versenkte der Hilfskreuzer zahlreiche Frachter und Tanker, darunter auch die englische Indus, wobei 23 unschuldige Besatzungsmitglieder ums Leben kamen. Auch erbeutete die Thor das australische Passagierschiff Nankin mit 162 Passagieren und 180 Besatzungsangehörigen. Nachdem das Schiff in Yokohama ankam, kam es am 30. November 1942 auf der ebenfalls dort geankerten Altmark zu einer Explosion die auch die Thor zerstörte. Nachfolgend wurde er dem deutschen Marineattaché in Tokio, Paul Wenneker, als Gehilfe zur Seite gestellt.
Am 2. März 1943 löste Gumprich Hellmuth von Ruckteschell als Kommandanten des in Japan angekommenen Hilfskreuzers Michel ab. Auf einer Feindfahrt zerstörte die Michel unter seinem Kommando drei norwegische Frachter und Tanker, wobei unzählige Besatzungsmitglieder starben. Einen ungewöhnlichen Zusammenstoß mit feindlichen Schiffen hatte die Michel am 29. September desselben. Mitten in der Nacht geriet die Michel in einen von Zerstörern eskortierten Konvoi in Richtung Hawaii. Obwohl nicht enttarnt, beschloss Gumprich, sich behutsam aus dem Konvoi zu lösen, was auch gelang. Da es keine im Pazifik operierenden deutschen Versorger mehr gab, sah sich Grumprich gezwungen zurück nach Japan zu fahren, um neuen Treibstoff zu laden. Auf dem Weg nach Yokohama wurde die Michel in der Nacht zum 17. Oktober vom US-amerikanischen U-Boot Tarpon entdeckt. Über Wasser fahrend, folgte die Tarpon der Michel und begab sich in Schussposition. Um 1:56 Uhr schoss sie vier Torpedos ab, von denen zwei die Michel trafen. Diese stoppte, fuhr dann jedoch weiter und lief direkt auf das U-Boot zu, welches jedoch abtauchte und hinter der Michel wieder auftauchte, um einen zweiten Fächer zu schießen. Ein Torpedo traf die Michel am Heck, löste eine große Explosion aus und ließ die Michel in wenigen Minuten untergehen. Von den 373 Männern und Offizieren an Bord starben 263, darunter auch Gumprich.
Bis zu seinem Tode war er Träger des Komturkreuz des Orden der Krone von Italien, des Ritterkreuz des Eisernen Kreuzes (31. Dezember 1942), des Deutschen Kreuz in Gold, des Kriegsabzeichen für Hilfskreuzer und des Orden des Heiligen Schatzes III. Klasse.